# Брукфилд (Њу Џерзи)
Брукфилд (енгл. Brookfield) насељено је место без административног статуса у америчкој савезној држави Њу Џерзи.

## Демографија
По попису из 2010. године број становника је 675.
| Група             | 2000.    | 2010.       |
| Белци             | 0 (0,0%) | 654 (96,9%) |
| Афроамериканци    | 0 (0,0%) | 5 (0,7%)    |
| Азијати           | 0 (0,0%) | 2 (0,3%)    |
| Хиспаноамериканци | 0 (0,0%) | 8 (1,2%)    |
| Укупно            | 0        | 675         |